# پل کالینز
پل کالینز (انگلیسی: Paul Collins؛ زادهٔ ۲۵ ژوئیهٔ ۱۹۳۷) بازیگر و صداپیشه اهل بریتانیا است. وی از سال ۱۹۴۶ میلادی تاکنون مشغول فعالیت بوده‌است.
از فیلم‌ها یا برنامه‌های تلویزیونی که وی در آن نقش داشته است، می‌توان به پیتر پن، پرورش داده و مادر اشاره کرد.